# Li Xiaoxia
Li Xiaoxia (chinês: 李晓霞: Liaoning, 16 de janeiro de 1988) é uma mesa-tenista chinesa.

## Carreira

### Londres 2012
Li Xiaoxia representou seu país nos Jogos Olímpicos de 2012, na qual conquistou a medalha de ouro em simples e por equipes.

### Rio 2016
Detentora do título olímpico fez ótima campanha até perder para a sua compatriota Ding Ning.